# Three-Sixty Pacific
Three-Sixty Pacific是美国电子游戏开发商、发行商，由战争游戏和军事史爱好者于1980年代末创立。公司1993年末遭遇财务问题，1994为IntraCorp Entertainment所收购。